# For kunsten maa vi evig vike
For kunsten maa vi evig vike är et studioalbum av det norska black metal-bandet Kvist. Albumet utgavs 1996 av skivbolaget Avantgarde Music.

## Låtlista
1. "Ars Manifestia" – 5:16
2. "Forbannet vaere jorden jeg går på" – 5:51
3. "Stupet" – 7:02
4. "Svartedal" – 3:41
5. "Min lekam er meg blott en byrde" – 9:59
6. "Vettenetter" – 6:03

## Medverkande
Musiker
- Tom Hagen – sång, basgitarr
- Hallvard Wennersberg Hagen (aka Vergrimm) – gitarr, keyboard
- Endre Bjotveit – trummor